# Jules Joseph Lefebvre
Jules Joseph Lefebvre (ur. 14 marca 1836 w Tournan-en-Brie, zm. 24 lutego 1911 w Paryżu) – francuski malarz akademicki i pedagog.
W roku 1852 podjął studia na École des Beaux-Arts w Paryżu, uczył się w Académie Julian pod kierunkiem Léona Cognieta. Debiutował w Salonie w 1855, a w 1861 zdobył prestiżową nagrodę Prix de Rome, która zagwarantowała mu kilkuletnie studia we Włoszech. W latach 1855–1898 wystawił 72 portrety w Salonie. Od 1870 był profesorem Académie Julian w Paryżu. Wśród jego licznych uczniów byli: William Hart, Thomas Wilmer Dewing, Georges Rochegrosse, Félix Vallotton, Childe Hassam, John Henry Twachtman, John Noble Barlow, Augustus Kenderdine, Gari Melchers, Kenyon Cox i inni. W 1891 został członkiem Académie des Beaux-Arts, był dwukrotnie odznaczany Legią Honorową.
Lefebvre znany jest głównie ze zmysłowych aktów pięknych kobiet. Malował również portrety, sceny mitologiczne i religijne. Duży wpływ na jego prace wywarł manieryzm, a szczególnie dzieła Andrea del Sarto.

## Prace
- 1861 Śmierć Priama (Prix de Rome)
- 1861 Diva Vittoria Colonna
- 1864 Roman Charity
- 1865 Portret d’Antonio
- 1868 Reclining Nude
- 1869 Le Reveil de Diane
- 1869 Portret Alexandra Dumasa
- 1874 Portret Eugene Louis Napoleon Bonaparte
- 1875 Chloé
- 1876 Maria Magdalena w grocie
- 1877 Pandora
- 1878 Mignon
- 1878 Graziella
- 1879 Diana
- 1879 Diana zaskoczona
- 1880 Portret Julii Foster Ward
- 1881 La Fiametta
- 1882 Pandora
- 1882 Japonaise
- 1883 Psyche
- 1884 The Feathered Fan
- 1884 Portret Edny Barger
- 1890 Lady Godiva
- 1890 Ophelia
- 1892 A Daughter of Eve
- 1896 Portret Lady (II)
- 1898 Amor beim Schärfen seiner Pfeile
- 1901 Alexander Agassiz
- 1901 Yvonne portret córki

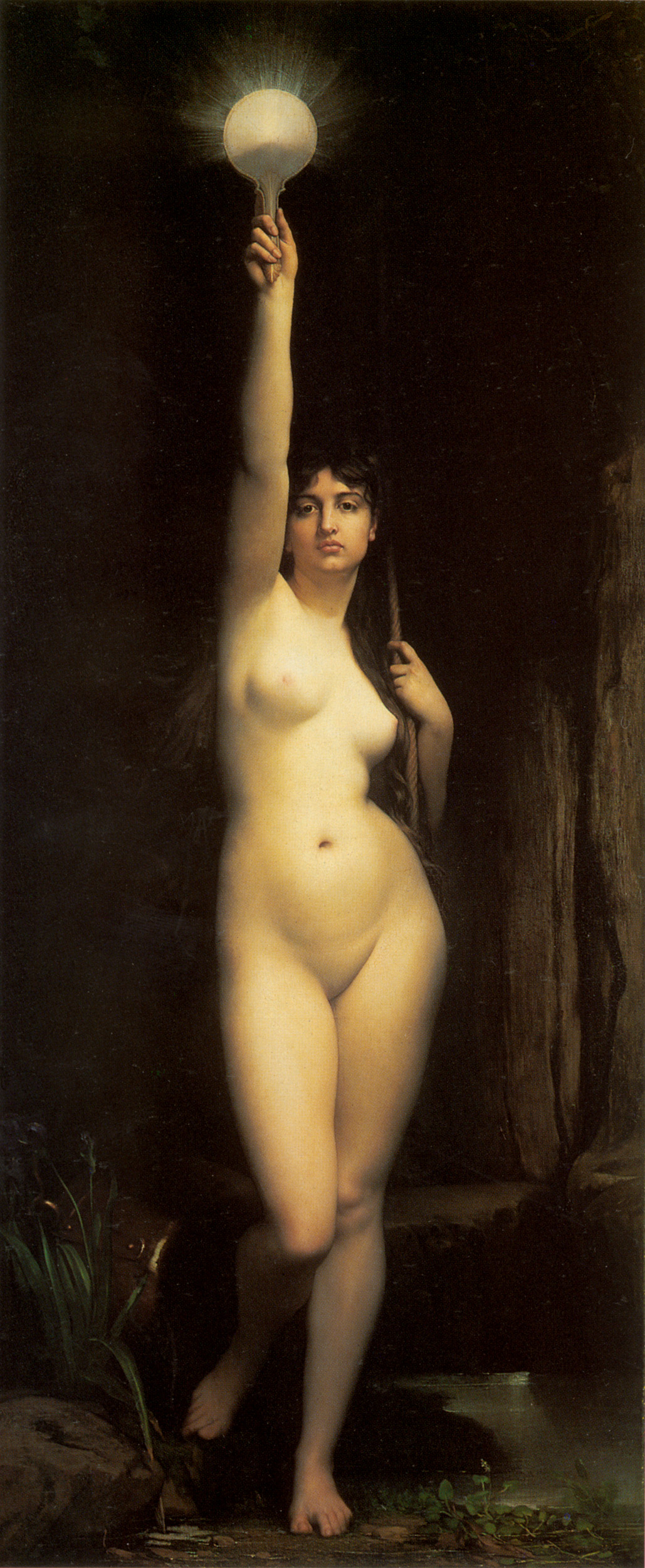
Prawda, 1870, Musée d’Orsay
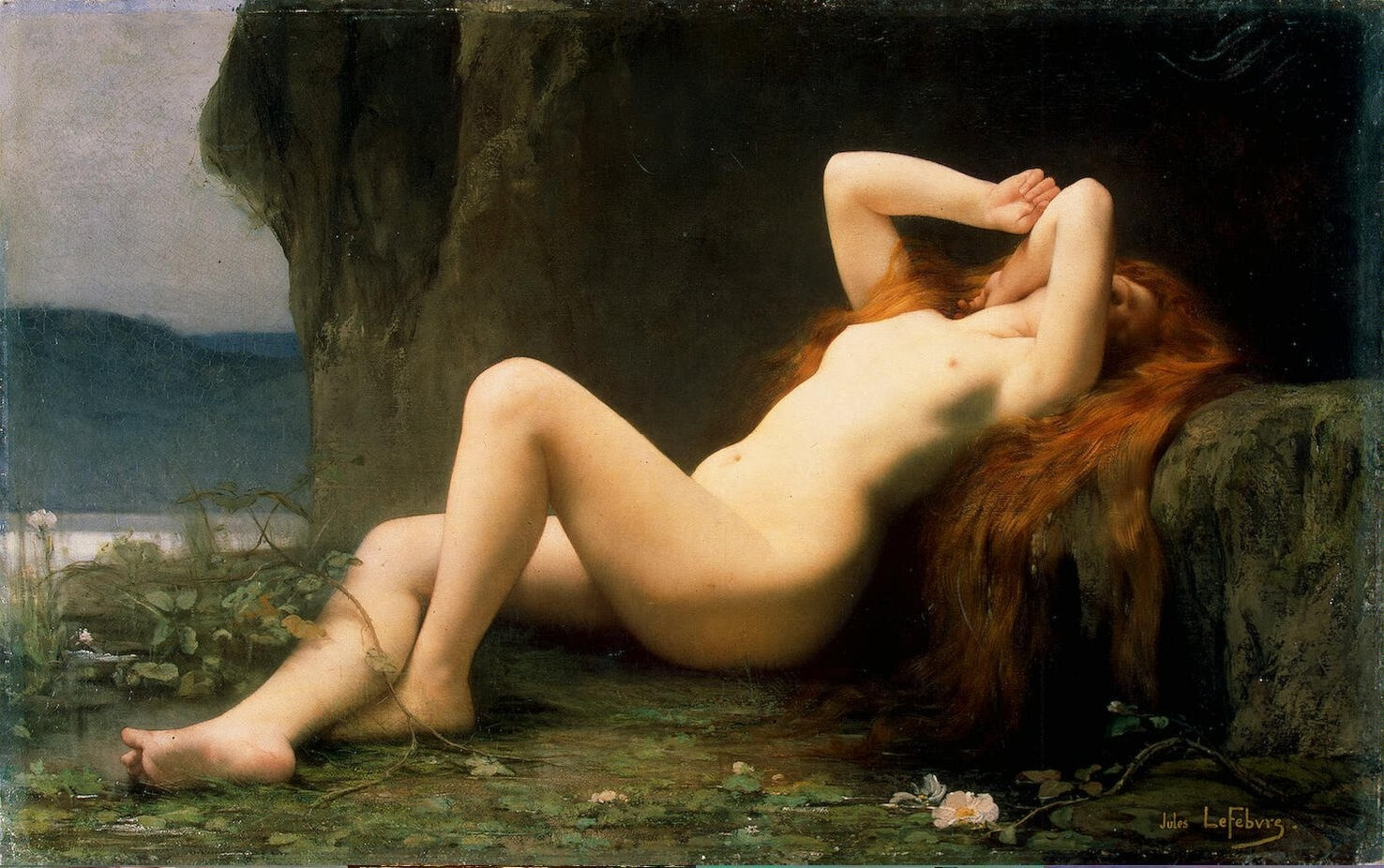
Maria Magdalena w jaskini, 1876, Ermitaż
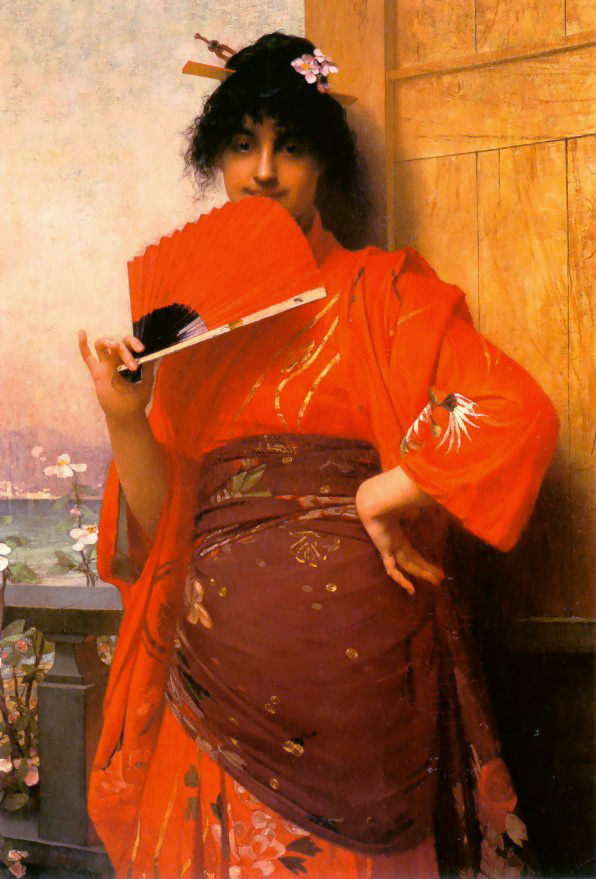
Japonaise, 1882, kolekcja prywatna